# Contrato de Ulises

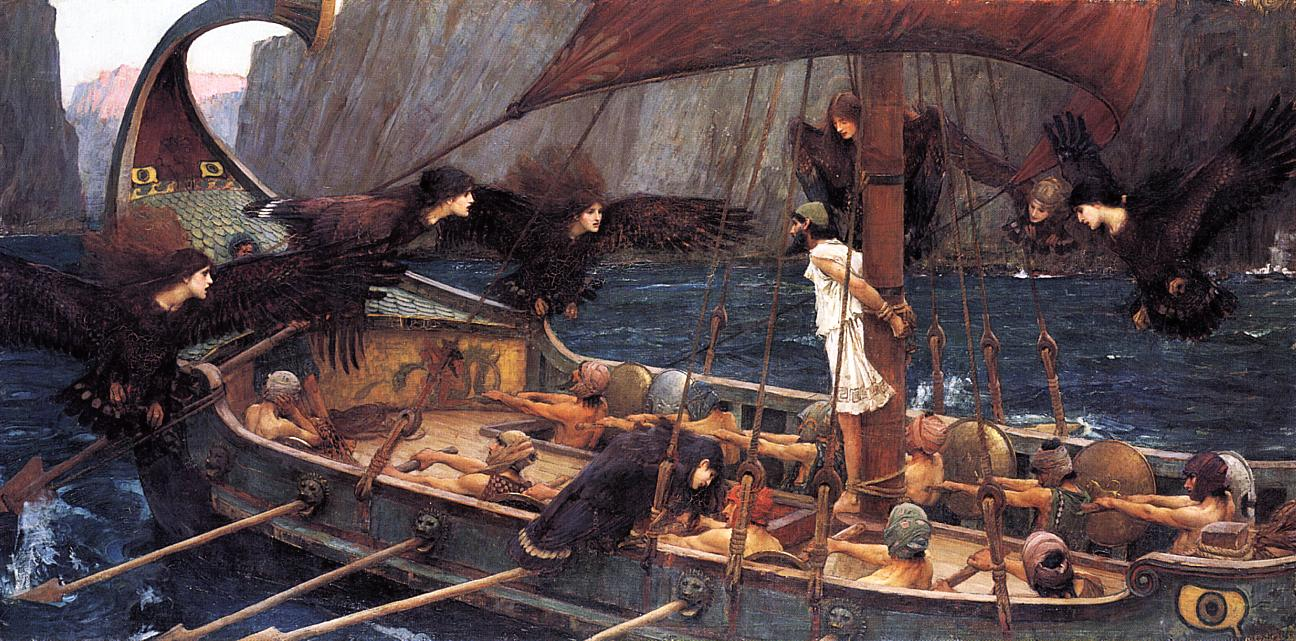
Ulises y las sirenas, pintura de John William Waterhouse

Un contrato de Ulises o pacto de Ulises es una decisión tomada libremente, con la intención de restringir los comportamientos propios en el futuro. También se puede entender como un pacto con uno mismo El término se usa en medicina, especialmente para referirse a documentos como el testamento vital. De forma que si se diera una situación en la cual la persona sea incapaz de decidir por sí misma (por ejemplo, en casos de demencia avanzada), exista un documento escrito por la propia persona en el que se indique lo que se debe hacer.
El término surge del pacto que hizo Ulises (en griego Ὀδυσσεύς, Odiseo) con sus hombres cuando se acercaban a las sirenas. Ulises era consciente de que el canto celestial de las sirenas, si bien era atractivo y hermoso, le privaría del pensamiento racional, de modo que sería completamente seducido por las sirenas, quedando a su merced. Por tanto, Ulises le pidió a sus hombres que le ataran al mástil para que no pudiera saltar al mar (atraído por las sirenas), además de pedirles que taparan sus oídos con cera para que no pudieran oír sus quejas. También les ordenó no cambiar el rumbo bajo ninguna circunstancia, e incluso atacarle si consiguiera liberarse de las ataduras al mástil.
Entonces, al escuchar el canto de las sirenas efectivamente perdió Ulises temporalmente la razón, luchando con todas sus fuerzas para huir del barco y lanzarse hacia el canto de las sirenas. No obstante, sus hombres cumplieron con el pacto hasta que se alejaron de las sirenas, salvándole así la vida.

## En psiquiatría
Algunos documentos como el testamento vital u otros tipos de documentos de voluntad vital anticipada son denominados en algunos contextos contratos de Ulises o pactos de Ulises, puesto que permiten anular la solicitud actual de un paciente legalmente incompetente en favor de una solicitud realizada por el paciente previamente competente . Un ejemplo de cuando se invocan los contratos de Ulises es cuando las personas con esquizofrenia dejan de tomar su medicación en los períodos de remisión percibidos.

## En desarrollo personal
Algunos autores de libros de desarrollo personal como James Clear describen posibles aplicaciones prácticas del contrato de Ulises en la vida cotidiana. Un ejemplo descrito por el autor es el de Thomas Frank, quién programó un tuit automático todos los días a las 6:10 con un enlace a su PayPal, de modo que los cinco primeros en hacer clic podrían llevarse unos 5 dólares. Así, si no se levantaba antes de dicha hora saltaría el mensaje, perdiendo el dinero; viéndose obligado así a levantarse temprano en el presente por una acción del pasado. 

## En tecnología
A raíz de las revelaciones de Edward Snowden, algunas compañías de tecnología han tenido que considerar posibles situaciones en las que un gobierno les ordena actuar de una forma a la que ellos se sienten moralmente opuestos. Un ejemplo se dio con las disputas del FBI y Apple por la encripción, cuando el FBI solicitó a Apple que creara una versión de iOS con las funciones de encripción deshabilitadas, con el pretexto de acceder a datos en determinados crímenes. Sin embargo, Apple se negó a esto, continuando con la encripción de los datos. Así, esta encripción se puede considerar un "contrato digital de Ulises", ya que está restringiendo el comportamiento futuro del gobierno. Un ejemplo relacionado es el de un warrant canary, que Cory Doctorow describe como un pacto de Ulises (aunque uno "débil", ya que el emisor del canario puede fallar o verse obligado a no matar al canario), como lo es la transparencia binaria (aplicar la idea de transparencia de certificados a archivos ejecutables binarios), que él describe como un "pacto de Ulises mucho más fuerte y efectivo", ya que un registro público de solo anexión es más difícil de censurar.

## En política
Las cláusulas de Ulises en las políticas públicas son disposiciones que desalientan o impiden cambios futuros. Por ejemplo, en el estado de California las iniciativas generalmente incluyen una cláusula Ulises para evitar enmiendas posteriores.[cita requerida]